# Dinar algerià
El dinar algerià (àrab: دينار جزائري, dīnār jazāʾirī, o, simplement, دينار, dīnār) és la moneda d'Algèria. El codi ISO 4217 és DZD i l'abreviació és DA (o, en àrab, دج). Se subdivideix en 100 cèntims (en àrab سنتيمات, santīmāt; en singular سنتيم, santīm, del francès centime), si bé la fracció ja no s'utilitza.
Es va introduir el 1964 en substitució del nou franc, a raó d'un dinar per franc. És emès pel Banc d'Algèria (en àrab بنك الجزائر, Bank al-Jazāʾir).
En circulen monedes de 5, 10, 20, 50 i 100 dinars. A causa de la forta inflació, les monedes d'1 i 2 dinars pràcticament no s'utilitzen, mentre que les de ¼ i ½ dinar han desaparegut de la circulació. Tot i això, hom anomena els preus en cèntims; així, un preu de 100 dinars és anomenat, en àrab, عشر الاف, ʿaxr alf, això és, ‘deu mil’.
Els bitllets en circulació són els de 100, 200, 500 i 1.000 dinars.

## Taxes de canvi
- 1 EUR = 139,439 DZD (28 d'abril del 2020)
- 1 USD = 128,654 DZD (28 d'abril del 2020)